# Tour de France 2002

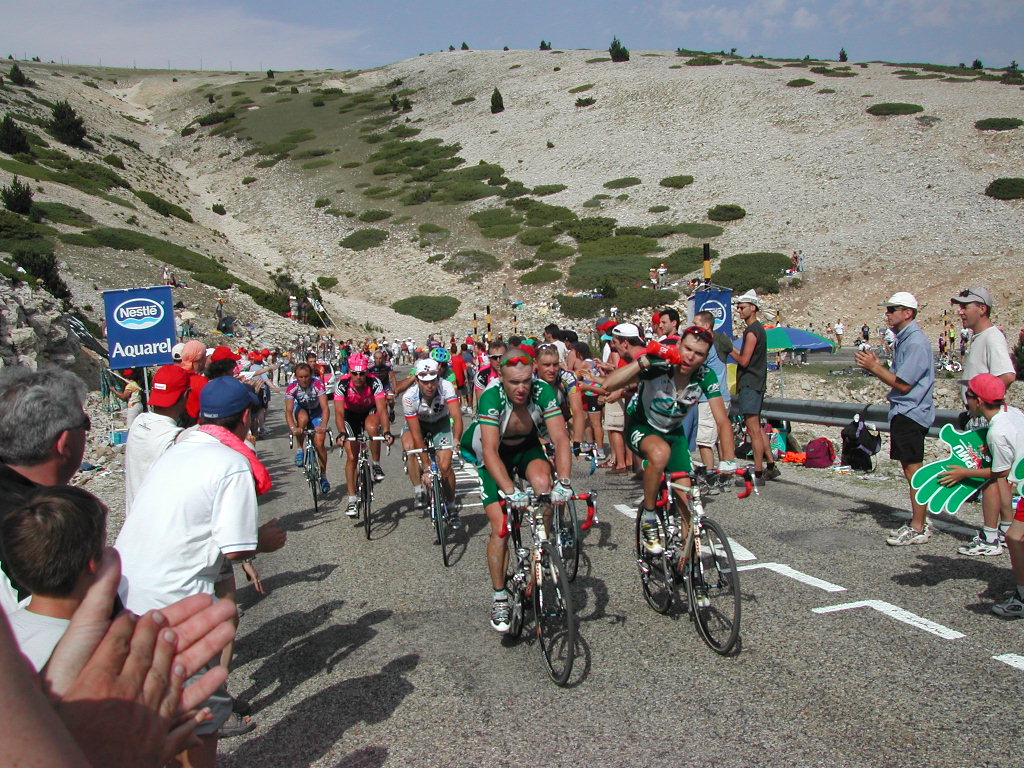
Kolarze na trasie do Mont Ventoux

89. Tour de France rozpoczął się 6 lipca w Luksemburgu, a zakończył się 28 lipca w Paryżu. Wyścig składał się z prologu i 20 etapów, w tym 10 etapów płaskich, 2 etapów pagórkowatych, 5 etapów górskich i 4 etapów jazdy na czas. Cała trasa liczyła 3277 km.

## Klasyfikacje
Klasyfikację generalną wygrał po raz czwarty z rzędu Amerykanin Lance Armstrong, wyprzedzając Hiszpana Josebę Belokiego i Litwina Raimondasa Rumšasa. Australijczyk Robbie McEwen wygrał klasyfikację punktową, Francuz Laurent Jalabert wygrał klasyfikację górską, a Włoch Ivan Basso był najlepszy w klasyfikacji młodzieżowej. Najaktywniejszym kolarzem został Laurent Jalabert. W klasyfikacji drużynowej najlepsza była hiszpańska drużyna ONCE.

## Doping
W dniu zakończenia TdF żona trzeciego w klasyfikacji generalnej Raimondasa Rumšasa została aresztowana przez oficerów celnych za posiadanie niedozwolonych środków. Sam kolarz nie poniósł jednak żadnych konsekwencji. Piąty w klasyfikacji Hiszpan Igor González de Galdeano miał zbyt duże stężenie salbutamolu we krwi, jednak pozwolono mu na start, ponieważ środek ten jest jednocześnie lekiem na astmę, na którą choruje. Ósmy kolarz klasyfikacji generalnej, Amerykanin Levi Leipheimer został w 2012 roku pozbawiony wszystkich wyników z lat 1999-2006 po tym, jak przyznał się to stosowania dopingu.
W 2007 roku do stosowania między innymi EPO w czasach swoich startów w ekipie ONCE (2001-2003) przyznał się Niemiec Jörg Jaksche. Zwycięzca klasyfikacji punktowej, Erik Zabel, także stosował doping, do czego przyznał się w 2013 roku.
W 2012 roku Armstrong został dożywotnio zdyskwalifikowany za stosowanie dopingu przez Amerykańską Agencję Antydopingową. Anulowano także wszystkie jego wyniki począwszy od 1 sierpnia 1998 roku. W 2013 roku Armstrong przyznał się do stosowania między innymi EPO, transfuzji krwi, testosteronu i kortyzonu. Mimo to jeden z najpoważniejszych rywali Amerykanina, Jan Ullrich stwierdził, że Amerykaninowi powinno się przywrócić wszystkie wyniki, z uwagi na powszechność stosowania dopingu wśród kolarzy w tamtych czasach.

## Drużyny
W tej edycji TdF wzięło udział 21 drużyn:
| - US Postal - Rabobank - Alessio - Kelme-Costa Blanca - iBanesto.com - Fassa Bortolo - Team Telekom | - Mapei-Quick Step - Lotto-Adecco - Cofidis - ONCE-Eroski - Domo-Farm Frites - Lampre-Daikin - CSC-Tiscali | - Euskaltel-Euskadi - Tacconi Sport - Crédit Agricole - Bonjour - AG2R Prévoyance - Française des Jeux - Saeco Macchine per Caffé-Longoni Sport |

## Etapy
| P  | 6 lipca  | Luksemburg                         | ITT 7,0 km    | Lance Armstrong    |               |               |               |
| 1  | 7 lipca  | Luksemburg                         | 192,5 km      | Rubens Bertogliati |               |               |               |
| 2  | 8 lipca  | Luksemburg – Saarbrücken           | 181,0 km      | Óscar Freire       |               |               |               |
| 3  | 9 lipca  | Metz – Reims                       | 174,5 km      | Robbie McEwen      |               |               |               |
| 4  | 10 lipca | Épernay – Château-Thierry          | TTT 67,5 km   | ONCE               |               |               |               |
| 5  | 11 lipca | Soissons – Rouen                   | 195,0 km      | Jaan Kirsipuu      |               |               |               |
| 6  | 12 lipca | Forges-les-Eaux – Alençon          | 199,5 km      | Erik Zabel         |               |               |               |
| 7  | 13 lipca | Bagnoles-de-l'Orne – Avranches     | 176,0 km      | Bradley McGee      |               |               |               |
| 8  | 14 lipca | Saint-Martin-de-Landelles – Plouay | 217,5 km      | Karsten Kroon      |               |               |               |
| 9  | 15 lipca | Lanester – Lorient                 | ITT 52,0 km   | Santiago Botero    |               |               |               |
|    | 16 lipca | Dzień przerwy                      | Dzień przerwy | Dzień przerwy      | Dzień przerwy | Dzień przerwy | Dzień przerwy |
| 10 | 17 lipca | Bazas – Pau                        | 147,0 km      | Patrice Halgand    |               |               |               |
| 11 | 18 lipca | Pau – La Mongie                    | 158,0 km      | Lance Armstrong    |               |               |               |
| 12 | 20 lipca | Lannemezan – Plateau de Beille     | 199,5 km      | Lance Armstrong    |               |               |               |
| 13 | 21 lipca | Lavelanet – Béziers                | 171,0 km      | David Millar       |               |               |               |
| 14 | 22 lipca | Lodève – Mont Ventoux              | 221,0 km      | Richard Virenque   |               |               |               |
| 15 | 23 lipca | Vaison-la-Romaine – Les Deux Alpes | 226,5 km      | Santiago Botero    |               |               |               |
| 16 | 24 lipca | Les Deux Alpes – La Plagne         | 179,5 km      | Michael Boogerd    |               |               |               |
| 17 | 25 lipca | Aime – Cluses                      | 142,0 km      | Dario Frigo        |               |               |               |
| 18 | 26 lipca | Cluses – Bourg-en-Bresse           | 176,5 km      | Thor Hushovd       |               |               |               |
| 19 | 27 lipca | Régnié-Durette – Mâcon             | ITT 50,0 km   | Lance Armstrong    |               |               |               |
| 20 | 28 lipca | Mâcon – Paryż (Champs-Élysées)     | 147,0 km      | Robbie McEwen      |               |               |               |

## Liderzy klasyfikacji po etapach
| Etap                 | Zwycięzca            | Klasyfikacja generalna    | Klasyfikacja punktowa | Klasyfikacja górska | Klasyfikacja młodzieżowa | Klasyfikacja drużynowa |
| -------------------- | -------------------- | ------------------------- | --------------------- | ------------------- | ------------------------ | ---------------------- |
| P                    | Lance Armstrong      | Lance Armstrong           | Lance Armstrong       | Brak                | David Millar             | CSC-Tiscali            |
| 1                    | Rubens Bertogliati   | Rubens Bertogliati        | Erik Zabel            | Christophe Mengin   | Rubens Bertogliati       | CSC-Tiscali            |
| 2                    | Óscar Freire         | Rubens Bertogliati        | Erik Zabel            | Stéphane Berges     | Rubens Bertogliati       | CSC-Tiscali            |
| 3                    | Robbie McEwen        | Erik Zabel                | Erik Zabel            | Christophe Mengin   | Rubens Bertogliati       | CSC-Tiscali            |
| 4                    | ONCE                 | Igor González de Galdeano | Erik Zabel            | Christophe Mengin   | Isidro Nozal             | ONCE-Eroski            |
| 5                    | Jaan Kirsipuu        | Igor González de Galdeano | Erik Zabel            | Christophe Mengin   | Isidro Nozal             | ONCE-Eroski            |
| 6                    | Erik Zabel           | Igor González de Galdeano | Erik Zabel            | Christophe Mengin   | Isidro Nozal             | ONCE-Eroski            |
| 7                    | Bradley McGee        | Igor González de Galdeano | Erik Zabel            | Christophe Mengin   | Isidro Nozal             | ONCE-Eroski            |
| 8                    | Karsten Kroon        | Igor González de Galdeano | Erik Zabel            | Christophe Mengin   | Isidro Nozal             | ONCE-Eroski            |
| 9                    | Santiago Botero      | Igor González de Galdeano | Erik Zabel            | Christophe Mengin   | David Millar             | ONCE-Eroski            |
| 10                   | Patrice Halgand      | Igor González de Galdeano | Robbie McEwen         | Christophe Mengin   | David Millar             | ONCE-Eroski            |
| 11                   | Lance Armstrong      | Lance Armstrong           | Erik Zabel            | Patrice Halgand     | Ivan Basso               | ONCE-Eroski            |
| 12                   | Lance Armstrong      | Lance Armstrong           | Erik Zabel            | Laurent Jalabert    | Ivan Basso               | ONCE-Eroski            |
| 13                   | David Millar         | Lance Armstrong           | Robbie McEwen         | Laurent Jalabert    | Ivan Basso               | ONCE-Eroski            |
| 14                   | Richard Virenque     | Lance Armstrong           | Robbie McEwen         | Laurent Jalabert    | Ivan Basso               | ONCE-Eroski            |
| 15                   | Santiago Botero      | Lance Armstrong           | Robbie McEwen         | Laurent Jalabert    | Ivan Basso               | ONCE-Eroski            |
| 16                   | Michael Boogerd      | Lance Armstrong           | Robbie McEwen         | Laurent Jalabert    | Ivan Basso               | ONCE-Eroski            |
| 17                   | Dario Frigo          | Lance Armstrong           | Robbie McEwen         | Laurent Jalabert    | Ivan Basso               | ONCE-Eroski            |
| 18                   | Thor Hushovd         | Lance Armstrong           | Robbie McEwen         | Laurent Jalabert    | Ivan Basso               | ONCE-Eroski            |
| 19                   | Lance Armstrong      | Lance Armstrong           | Robbie McEwen         | Laurent Jalabert    | Ivan Basso               | ONCE-Eroski            |
| 20                   | Robbie McEwen        | Lance Armstrong           | Robbie McEwen         | Laurent Jalabert    | Ivan Basso               | ONCE-Eroski            |
| Klasyfikacja końcowa | Klasyfikacja końcowa | Lance Armstrong           | Robbie McEwen         | Laurent Jalabert    | Ivan Basso               | ONCE-Eroski            |

- Podczas 1. etapu Lance Armstrong nosił żółtą koszulkę, a Laurent Jalabert, drugi w klasyfikacji punktowej, zieloną.
- Podczas 2. i 3. etapu Rubens Bertogliati nosił żółtą koszulkę, a David Millar, drugi w klasyfikacji młodzieżowej, białą.
- Podczas 4. etapu Erik Zabel nosił żółtą koszulkę, a Robbie McEwen, drugi w klasyfikacji punktowej, zieloną.

## Klasyfikacje końcowe

### Klasyfikacja generalna
| Pozycja | Zawodnik                  | Drużyna   | Czas          |
| ------- | ------------------------- | --------- | ------------- |
| 1.      | Lance Armstrong           | US Postal | 82 h 05' 12'' |
| 2.      | Joseba Beloki             | ONCE      | +7' 17"       |
| 3.      | Raimondas Rumšas          | Lampre    | +8' 17"       |
| 4.      | Santiago Botero           | Kelme     | +13' 10"      |
| 5.      | Igor González de Galdeano | iBanesto  | +13' 54"      |
| 6.      | José Azevedo              | ONCE      | +15' 44"      |
| 7.      | Francisco Mancebo         | iBanesto  | +16' 05"      |
| 8.      | Levi Leipheimer           | Rabobank  | +17' 11"      |
| 9.      | Roberto Heras             | US Postal | +17' 12"      |
| 10.     | Carlos Sastre             | Team CSC  | +19' 05"      |

### Klasyfikacja punktowa
| Pozycja | Zawodnik       | Drużyna         | Punkty |
| ------- | -------------- | --------------- | ------ |
| 1.      | Robbie McEwen  | Lotto           | 280    |
| 2.      | Erik Zabel     | Telekom         | 261    |
| 3.      | Stuart O’Grady | Crédit Agricole | 208    |
| 4.      | Baden Cooke    | FDJeux          | 198    |
| 5.      | Ján Svorada    | Lampre          | 154    |

### Klasyfikacja górska
| Pozycja | Zawodnik         | Drużyna          | Punkty |
| ------- | ---------------- | ---------------- | ------ |
| 1.      | Laurent Jalabert | CSC-Tiscali      | 262    |
| 2.      | Mario Aerts      | Lotto            | 178    |
| 3.      | Santiago Botero  | Kelme            | 162    |
| 4.      | Lance Armstrong  | US Postal        | 152    |
| 5.      | Axel Merckx      | Domo-Farm Frites | 121    |

### Klasyfikacja młodzieżowa
| Pozycja | Zawodnik          | Drużyna       | Czas         |
| ------- | ----------------- | ------------- | ------------ |
| 1.      | Ivan Basso        | Fassa Bortolo | 82 h 24' 30" |
| 2.      | Nicolas Vogondy   | FDJeux        | +13' 26"     |
| 3.      | Christophe Brandt | Lotto         | +48' 32"     |
| 4.      | Sylvain Chavanel  | Bonjour       | +50' 08"     |
| 5.      | Isidro Nozal      | ONCE          | +54' 09"     |

### Klasyfikacja drużynowa
| Pozycja | Drużyna     | Czas          |
| ------- | ----------- | ------------- |
| 1.      | ONCE        | 246 h 36' 14" |
| 2.      | US Postal   | +22' 49"      |
| 3.      | CSC-Tiscali | +30' 17"      |
| 4.      | iBanesto    | +34' 06"      |
| 5.      | Cofidis     | +36' 19"      |